# Blas Zambrano
Blas Zambrano (Segura de León, 12 de febrero de 1874-Barcelona, 29 de octubre de 1938) fue un maestro y pedagogo español, padre de la filósofa María Zambrano y amigo de Antonio Machado, con quien compartió la fundación y mantenimiento de la Universidad Popular Segoviana. 

## Biografía
Blas José Zambrano García de Carabante nació en 1874 en Segura de León (Badajoz). Hijo de un maestro, Diego Zambrano en el conjunto de una familia burguesa de origen onubense (sus abuelos fueron médico, el paterno, y propietario, el materno).
Colocados como mozos de botica, Blas y su hermano mayor iniciaron sus estudios en Sevilla; él entró en la Escuela de Magisterio y su hermano en Filosofía. Con apenas diecisiete años consiguió el título de maestro elemental, comenzando a ejercer como auxiliar en Alajar, el pueblo materno, en 1892, donde permaneció hasta 1898; en esos años amplió su carrera con el título de maestro superior (en 1896). Siguiendo a su hermano, se trasladó a finales de 1898 a Granada. En esa ciudad comenzó su actividad como articulista en el periódico La Publicidad, que amplió luego en El Heraldo Granadino. 
En 1900, puso en marcha dos proyectos paralelos, la fundación de la asociación obrera "La Obra", y la edición del periódico "X", cuyo editorial de su primer número incluía párrafos como este:

"No usamos careta, ni lo somos de nadie. Hemos expuesto nuestras ideas en distintas publicaciones; y deseando consagrarnos con mayor asiduidad al cultivo de las mismas, tratamos de agrupar a cuantos sean amigos del pueblo y no teman demostrarlo. Nuestros nombres valen muy poco pero la obra que emprendemos vale mucho. Por eso pedimos luces a quien las tenga y posea, además, buena voluntad de prestarlas".

Tras cinco meses de existencia y varias campañas furibundas del periódico integrista El Triunfo, Zambrano anunció el cierre de su bisemanario. No obstante, en una carta publicada por El Heraldo Granadino el 16 de mayo de 1900, dejó escrito su desafío: "Pero conste que estoy donde estuve. Enemigo aunque insignificante era y enemigo continúo siendo de la teocracia, del capitalismo, del militarismo, de la monarquía, de todas las mentiras convencionales que traen maltrecha, desnaturalizada, corrompida a la pobre humanidad".
En Granada, Zambrano se inició en la masonería como Orador Adjunto en la Logia Numantinos nº 283. También conoció a Araceli, maestra como él; juntos se trasladaron en 1901 a Vélez-Málaga, al ganar plaza ambos en la escuela superior de dicha localidad. Allí se casó con Araceli Alarcón Delgado, natural de Bentarique (Almería), y allí nació su primera hija María Zambrano Alarcón, el 22 de abril de 1904. La estancia del matrimonio en la capital de la Axarquía transcurrió al parecer sin otro aliciente que el deseo de salir de allí. Dos años después, Araceli consiguió plaza en Madrid, pero a Blas no se la concederían hasta dos años y medio más tarde, ya en el otoño de 1908, en el Real Colegio de Huérfanos y Pensionistas. No debió gustarle mucho tal destino, pues a los cinco meses solicitó “se le adjudique por sorteo una escuela, clase, grado y categoría de la que desempeñaba”.

### Segovia 1909-1926
Blas Zambrano fue, al menos cronológicamente, un hombre del 98, nueve años mayor que Ortega y Gasset y diez más joven que Miguel de Unamuno, y casi de la misma edad que Ramiro de Maeztu, Machado y Baroja. Y como buen noventayochista convergió en la meseta castellana llegando desde la periferia.
Así, en 1909, tras su paso por Madrid, Zambrano primero y poco después su familia se establecieron en Segovia, ciudad castellana en la que nacería su segunda hija, Araceli, el 21 de abril de 1911. En Segovia, Blas se incorporó a la tarea docente como Regente de la Escuela de Prácticas, aneja al Instituto General y Técnico, primero, y luego a la Normal de Maestros, hasta su cierre en 1924.
Los tres lustros largos pasado en Segovia fueron ejemplo de la incansable actividad pedagógica y sociocultural del profesor Zambrano. En ello ayudó bastante la fructífera relación humana mantenida con personajes como Antonio Machado, el también profesor Mariano Quintanilla, el poeta Juan José Llovet, el médico y catedrático de instituto Agustín Moreno o el escultor Emiliano Barral, contertulios todos en el conciliábulo que cada tarde solía reunirse en el taller del ceramista Fernando Arranz. Con ellos y otros más, se puso en marcha la Universidad Popular Segoviana, que permanecería viva y activa entre 1919 y 1937. Con ellos creó también la delegación segoviana de la Liga de los Derechos del Hombre, fundada en París en 1897, que presidió Machado, y cuyo manifiesto firmaron el 4 de marzo de 1922.
Segovia también fue escenario de episodios difíciles para Blas Zambrano. Durante el verano de 1923, el profesor prohibió a su hija María (de diecinueve años) que prosiguiera la relación amorosa con su primo Miguel Pizarro, lo que provocó la salida de España de Pizarro y la separación definitiva de la pareja. Otro mal trago fue el fracaso político como presidente de la agrupación socialista de Segovia.
Un nuevo traslado llevó a la familia Zambrano a Madrid a finales de 1926. En la capital española, el profesor entró poco a poco en un periodo de voluntario silencio. Los años que pudieron haber sido de gloria casi llegaron a ser años de olvido. No obstante ello, participó en conferencias y publicó algunos artículos en torno a la educación y los esquemas filosóficos, coincidiendo con su hija María en las actividades del Ateneo de Madrid.

### Final
Con el estallido de la guerra civil española, la familia Zambrano se trasladó a Barcelona. Desde allí solicitó su jubilación en 1937 que le fue denegada en octubre de ese año, y no pudo conseguir hasta junio de 1938 y que poco pudo disfrutar. Blas Zambrano falleció en su casa de la Diagonal, número 600, el 29 de octubre de 1938, a las 9 de la mañana y cuando contaba sesenta y cuatro años de edad. Antonio Machado, en el obituario que publicó en Hora de España, recuerda en especial la sonrisa de su amigo, una sonrisa "infantil, que yo interpretaba como expresión de una infantilidad deseosa y esperanzada de bien", y concluye Machado: "Se fue pero no se nos fue, quiero decir que algo suyo, muy suyo, inconfundiblemente suyo ha quedado vibrando en nuestros corazones. A este algo inconfundible y, por ello mismo, indefinible, llamo yo, para entenderme, la sonrisa de don Blas". En la lápida de la tumba que ya no se conserva figuraba, con sencillez, el oficio de su morador: “Maestro”.
Su viuda, y sus dos hijas partieron hacia el exilio cruzando la frontera con Francia el 28 de enero de 1939. Tanto Blas Zambrano como Araceli, su esposa, también maestra, fueron depurados en febrero de 1940 (con la escueta frase que cierra el informe del agente 314: “suponen que desde luego eran rojos”) y suspendidos de empleo y sueldo, en el caso de él «post mortem».

## Obra

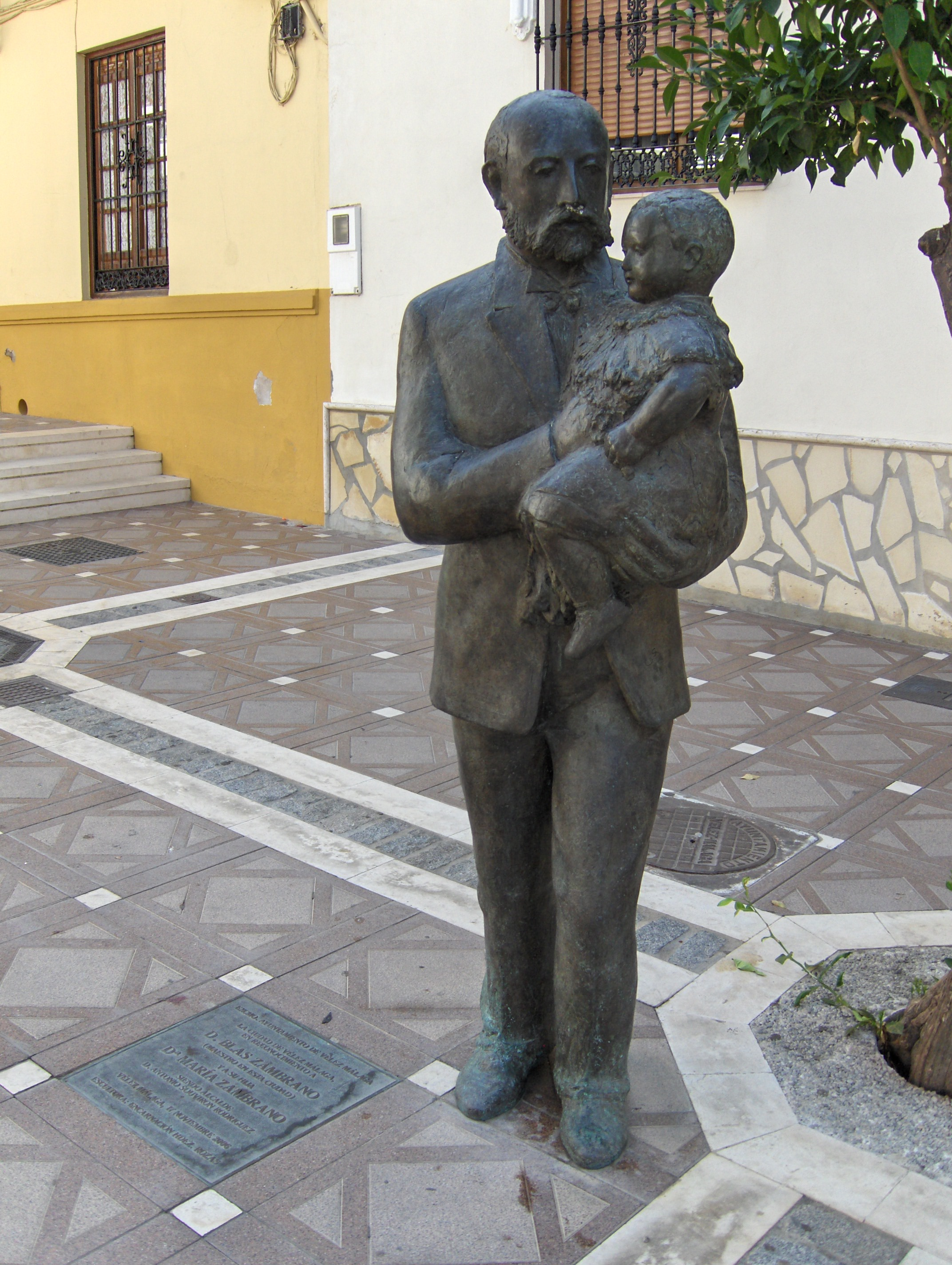
Estatua de Blas Zambrano y su hija María en las calles de Vélez-Málaga.

Blas Zambrano fue autor de al menos cuatro manuales pedagógicos, de los que sólo vería publicado un Tratado elemental de Lengua Castellana. También firmó varios artículos y otros escritos, muchos de ellos inéditos hasta 1998 (entre los que destacan los tres Diálogos escritos en 1930).

## Reconocimientos
- El busto del escultor y amigo Emiliano Barral, con la leyenda «El arquitecto del Acueducto», expuesto en el patio de la Diputación Provincial de Segovia.
- Una escultura en las calles de Vélez-Málaga reproduciendo una foto con Blas y su hija María en esa localidad andaluza, en la que se encuentra el Museo y la Fundación María Zambrano.